# جردن تیز
جردن تیز (انگلیسی: Jordan Teze؛ زادهٔ ۳۰ سپتامبر ۱۹۹۹) بازیکن فوتبال اهل پادشاهی هلند است.
از باشگاه‌هایی که در آن بازی کرده‌است می‌توان به اشاره کرد.
وی همچنین در تیم‌های ملی فوتبال زیر ۱۷ سال هلند، زیر ۱۷ سال هلند، زیر ۱۹ سال هلند، زیر ۱۹ سال هلند، زیر ۱۹ سال هلند، و زیر ۲۱ سال هلند بازی کرده‌است.